# Centrale nucleare di Taohuajiang
La centrale nucleare di Taohuajiang è una futura centrale nucleare cinese situata presso la città di Yiyang, nella provincia di Hunan. La centrale sarà equipaggiata con 4 reattori AP1000. I lavori per il primo reattore dovrebbero iniziare nel settembre 2010.

## Torri di refrigerazione
La centrale sarà equipaggiata con le torri di refrigerazione più grandi mai costruite, fino alla costruzione di questa centrale infatti tutti i reattori erano costruiti sul mare, ma con le minori disponibilità di acqua date dai fiumi è venuto necessario usare un sistema di refrigerazione suppletivo.